# أندرو كومبز (موسيقي)
أندرو كومبز (بالإنجليزية: Andrew Combs)‏ هو مغن مؤلف وموسيقي أمريكي، ولد في 19 ديسمبر 1986 في دالاس في الولايات المتحدة.

## وصلات خارجية
- الموقع الرسمي
- أندرو كومبز على موقع ميوزك برينز (الإنجليزية)
- أندرو كومبز على موقع ديسكوغز (الإنجليزية)